# Джохор Дарул Такзим
Джохор Дарул Такзим (на малайски: Kelab Bola Sepak Johor Darul Ta'zim), известен и с абревиатурата си Джей Ди Ти, е малайзийски футболен отбор от град Джохор Бахру. Създаден е през 1972 г. под името PKENJ. Джохор е първият тим, печелил местната Суперлига в три поредни сезона (2014, 2015 и 2016). Джей Ди Ти е първият малайзийски отбор, печелил континентален трофей, след като през 2015 г. печели Купата на АФК.

## История
Тимът е основан през 1972 г. под името PJENJ. През 1994 и 1995 г. тимът печели Купата на Малайзия. През 1996 г. собственик на клуба става Джохор Корпорейшън и тимът е преименуван на Джохор ФК. Същата година Джохор завършва втори в първенството, но в следващия сезон изпада. През 2001 г. Джохор печели Премиер лига 2 и се завръща в Премиер лига 1, където играе до 2003 г. През сезон 2006/07 Суперлигата е разширена до 14 тима и Джохор печели автоматична промоция.
През 2012 г. футболните клубове от Джохор са разкрити в уговаряне на мачове. От футболната асоциация на щата решават да обединят двата главни тима – Джохор ФК и Джохор ФА, докато останалите няколко клуба са закрити.
Обединеният клуб е наречен Джохор Дарул Такзим и от 2013 г. играе в Суперлигата на Малайзия. Първият треньор на обединения тим е Фанди Ахмат. Привлечени са известни футболисти от Европа като бившият испански национал Дани Гуиса и халфът на Лацио Симоне дел Неро. На полусезона обаче треньорът е сменен и начело на Джохор застава Сезар Ферандо. Тимът завършва трети в шампионата и достига 1/4-финал в турнира за Купата на Малайзия.
През февруари 2014 г. за треньор е назначен Боян Ходак. Тимът е подсилен с бившите национали на Аржентина Пабло Аймар и Лусиано Фигероа. Джохор за първи път печели Суперлигата, а същият сезон играе и финал за националната купа. През 2015 г. тимът защитава титлата и печели Купата на АФК, ставайки първият малайзийски отбор, триумфирал в континентален турнир. През 2016 г. Джохор печели трета поредна титла на страната и достига 1/2-финал в Купата на АФК.

## Успехи
- Шампион на Малайзия – 2014, 2015, 2016, 2017, 2018, 2019, 2020, 2021, 2022, 2023, 2024/25
- Премиер лига 2 – 2001
- ФА Къп на Малайзия – 2016
- Чарити шийлд – 2015, 2016
- Купа на АФК – 2015

## Известни футболисти
- Пабло Аймар
- Лусиано Фигероа
- Дани Гуиса
- Симоне дел Неро